# Хорошхин, Борис Владимирович
Борис Владимирович Хорошхин (30 июня (12 июля) 1892 — 1 августа 1942) — советский военачальник Военно-морского флота СССР, кавалер двух орденов Красного Знамени РСФСР. Контр-адмирал (16.09.1941).

## Биография
Борис Хорошхин родился 30 июня (по новому стилю 12 июля) 1892 года в Санкт-Петербурге. Из семьи военных.
С 1910 года — на службе в Российском императорском флоте. В 1913 году окончил Морской корпус с производством в чин корабельного гардемарина. 5 октября 1913 года произведен в чин мичмана.
Служил на Балтийском флоте. Участвовал в боях Первой мировой войны, будучи офицером связи с сухопутными войсками и крепостями в штабе флота, затем вахтенным начальником на линкоре «Севастополь». В марте-октябре 1915 года был откомандирован на военный транспорт «Мартин», на борту которого участвовал в десантной операции в Рижском заливе. Затем командовал ротой одного из флотских экипажей, после чего вернулся на «Севастополь». 30 июля 1916 года Хорошхин получил чин лейтенанта.
Поддержал Октябрьскую революцию, с 1918 года служил в Рабоче-крестьянском Красном Флоте.
В первой половине 1918 года продолжал службу на линкоре «Севастополь», участвовал в Ледовом походе Балтийского флота. В августе 1918 года назначен начальником артиллерии Северо-Двинской военной флотилии. В её составе участвовал в боях под Котласом, в ходе которых моряки отбросили войска противника на 60 километров. Когда флотилия подверглась вражеской атаке, Хорошхин руководил огнём всех её орудий, благодаря чему удалось не только подавить огонь орудий противника, но и подбить один из его кораблей, заставив отступить. За отличие в том бою Хорошхин был награждён орденом Красного Знамени РСФСР. Некоторое время Б. В. Хорошхин временно исполнял должность командующего Северо-Двинской военной флотилией.
В августе 1919 года переведён на Южный фронт, где принимал участие в боях против войск генерала А. И. Деникина под Мариуполем. С сентября 1919 года продолжил службу на Балтийском флоте первым помощником командира линкора «Севастополь», с мая 1920 года был ревизором отряда моряков Петроградской военно-морской базы.
В июне 1920 года вновь прибыл на Чёрное море и получил назначение командиром вооружённого парохода «Спасск», вскоре стал командиром дивизиона речных канонерских лодок, затем командиром отряда судов Усть-Днепровской военной флотилии. С июля 1920 года командовал Днепровской военной флотилией до момента её расформирования в марте 1922 года. В период руководства флотилией Хорошхин сыграл важную роль в обороне Днепровско-Бугского лимана от войск Врангеля, не позволив прорваться противнику непосредственно в лиман. Затем корабли флотилии приняли участие в разгроме ряда антисоветских выступлений. За отличие в тех боях Хорошхин был первым среди военных моряков награждён вторым орденом Красного Знамени РСФСР.
После окончания войны Хорошхин продолжил службу на флоте. После расформирования флотилии в августе 1922 года Хорошхин стал командовать канонерской лодкой «Терец», затем до января 1923 года был командиром дивизиона канонерских лодок Морских сил Чёрного моря. С января 1923 года служил начальником Севастопольского отряда судов Черноморской флотилии пограничной охраны войск ОГПУ. С августа 1925 года командовал отдельным дивизионом бронекатеров на реке Западная Двина. С июня 1926 по июнь 1931 года — командир Особого отряда судов реки Днепр. В период службы на этом посту в 1929 году окончил курсы усовершенствования высшего начальствующего состава при Военной академии РККА имени М. В. Фрунзе. С июня 1931 года — командующий воссозданной заново Днепровской военной флотилией. В период массовых репрессий в РККА в ноябре 1937 года был отстранён от должности и направлен в распоряжение Управления командно-начальствующего состава РККА, где почти полгода провёл без нового назначения. Между тем на Днепровской флотилии шли аресты командиров, от которых получали показания в том числе и против Хорошхина. С апреля 1938 года командовал плавбазой «Нева» на Черноморском флоте.
1 августа 1938 года капитан 1 ранга Б. Хорошхин был арестован по сфальсифицированному обвинению. Уволен с флота 3 августа. Обвинялся в руководстве «военно-фашистским заговором» на Днепровской флотилии. Категорически не признавал свою вину, несмотря на давление следствия. В связи с снижением размаха репрессий в октябре 1939 года освобождён. 3 декабря 1939 года был восстановлен на флоте в прежнем звании, после чего ему предоставили длительный отпуск для восстановления здоровья в санатории
С января 1940 года Хорошхин был начальником исторического отдела Главного штаба Военно-морского флота.
С июля 1941 года — на фронтах Великой Отечественной войны, получив назначение командиром Охраны водного района Главной базы Балтийского флота. Принимал активное участие в постановке минных заграждений в Балтийском море, за что был награждён третьим орденом Красного Знамени. В частности, 6 июля командовал отрядом кораблей минной постановки, участвующем в морском бою в Ирбенском проливе, в котором его действия были оценены командованием флота как неправильные.
С августа 1941 года Хорошхин командовал Ладожской военной флотилией. Неоднократно отличался в боях, вывозил из окружения противника бойцов и командиров, транспорт, артиллерию. После ряда поражений советских войск в боях с финнами, несмотря на массированный вражеский обстрел, флотилия вывезла кораблями личный состав трёх окружённых и прижатых финнами к побережью Ладоги стрелковых дивизий (142-я, 168-я, 198-я, всего около 26 тысяч человек), десятки тысяч гражданских лиц и раненых, большое количество боевой техники (155 орудий и 781 автомашину), тысячи лошадей с повозками. 16 сентября 1941 года Хорошхину было присвоено звание контр-адмирала.
В октябре 1941 года Хорошхин был отозван в распоряжение Военного совета Балтийского флота. В ноябре он был отправлен командиром бригады речных кораблей Волжской военной флотилии, затем с июня 1942 года был командиром бригады траления, с июля — заместителем командующего флотилией.
1 августа 1942 года при боевом тралении фарватера Волги бронекатер Хорошхина подорвался на мине и затонул вместе со всем экипажем в районе деревни Ступино в 150 километрах к югу от Сталинграда.
В честь Б. В. Хорошхина были названы морские тральщики ВМФ СССР: тральщик проекта 254 (1963—1971) и тральщик проекта 266-М (1972—1994).

## Награды
- Три ордена Красного Знамени (8.06.1919, 11.11.1920[7], 13.08.1941[8])
- Медаль «XX лет Рабоче-Крестьянской Красной Армии» (22.02.1938)